# Kemnader See
Der Kemnader See liegt zwischen Bochum, Hattingen und Witten. Er ist der jüngste von sechs Ruhrstauseen. Der Bau des Stausees war Teil der Planungen der Ruhr-Universität. Er wurde vom Ruhrverband angelegt und 1979 fertiggestellt. Der Inhalt beträgt etwa drei Millionen Kubikmeter Wasser bei einer mittleren Höhe von 2,4 Metern. Den See umgeben Wander- und Radwege. Der Rundweg um den Stausee ist etwa acht Kilometer lang.
Der Kemnader See gehört zur Themenroute 12 – Geschichte und Gegenwart der Ruhr und zur Themenroute 29 – Bochum – Industriekultur im Herzen des Reviers der Route der Industriekultur.

## Geschichte und Bau
In der Zeche Gibraltar am westlichen Ufer des Sees wurde in den Jahren 1786 bis 1925 Steinkohle gefördert. Eine Gedenktafel an einem Gebäude der Zeche, heute das Bootshaus der Ruhr-Universität Bochum, erinnert daran, dass sich hier während der Zeit des Nationalsozialismus eine der ersten KZ-Außenstellen Bochums und ein Folterraum der Wittener NSDAP befand.
Der Geschäftsführer des Ruhrverbands Karl Imhoff hatte 1927 einen Reinigungsplan für die Ruhr aufgestellt, der den Bau von acht Stauseen als Flusskläranlagen beinhaltete. Darin war auch ein Herbeder Stausee zwischen Haus Herbede und Haus Kemnade vorgesehen, für den auch eine Naherholung im Gespräch war. Jedoch aufgrund der schlechten wirtschaftlichen Lage wurde der Ausbau 1931 zurückgestellt. Eine Neuauflage zur NS-Zeit 1933 sah einen verkleinerten Stausee von der alten Fähre in Stiepel bis zur ehemaligen Zeche Gibraltar vor. Auch dieser Plan wurde nicht umgesetzt.
Nachdem 1962 die Ruhr-Universität Bochum gegründet worden war, waren Pläne für ein Naherholungsgebiet gefragt. 1966 wurde die Entwicklung von Projekten zur Stauung vom Land Nordrhein-Westfalen aufgerufen. Für den Bau des Stausees wurde die Freizeitzentrum Kemnade GmbH (FZK) gegründet, die am 21. Mai 1976 den ersten Spatenstich feiern konnte. Nach Rammen der Spundwände am geplanten Wehr konnte die neue Wehranlage mit vier Klappenwehren errichtet werden. Innerhalb von drei Jahren wurden drei Millionen Kubikmeter Erde bewegt, um die Ufer des Stausees und den Lärmschutzwall zur A 43 zu profilieren. Daneben wurde ein Hafenarm in Heveney an der Einmündung des Oelbachs belassen, der als Anleger für Fahrgastschiffe und Bootshafen dient. Als Wassersportzentrum mit Erlebnisbad ist an der Stelle ein großer Sport- und Freizeitbereich für die umliegenden Gemeinden entstanden.
Am 1. September 1979 erfolgte die Einweihung des Sees mit einem großen Volksfest in Beisein des Regierungspräsidenten Grünschläger und Landesinnenminister Burkard Hirsch. Zu diesem Zeitpunkt waren noch nicht alle Bauarbeiten abgeschlossen, so fehlte u. a. die Brücke über dem Wehr und Anlagen im südlichen Uferbereich waren noch im Bau. Am 18. September 1980 erfolgte mit einem Leinpfadfest und einem Fest für Wassersportler eine Übergabe des Freizeitzentrums Kemnade.
Seit 1995 liegt der Kemnader Stausee in der Zuständigkeit des Ruhrverbands während der Freizeitbetrieb nach wie vor von der FZK abgewickelt wird. Der Ruhrverband war schon Mitgesellschafter der GmbH und hatte während der Bauphase die Bauleitung inne. Kemnade ist heute Teil der Freizeitgesellschaft Metropole Ruhr, die zusammen mit weiteren Revierparks die Freizeitaktivitäten unter dem Dach des RVR bündelt.

## Wasserkraftwerk
Im Oktober 2009 wurde bekannt, dass der Ruhrverband am Kemnader See ein Wasserkraftwerk errichtet. Baubeginn war im Frühjahr 2010. Das Kraftwerk, das mit einer Kaplanturbine arbeitet, erzeugt bis zu 3,5 Millionen Kilowattstunden Strom jährlich. Während der 20-monatigen Arbeiten war der Rundweg über das Wehr gesperrt. Die Arbeiten wurden im Oktober 2011 beendet und das Kraftwerk in Betrieb genommen. Es liefert Energie für umgerechnet 1200 Haushalte.

## Wasserwirtschaft
In den See mündet der Oelbach, der, aus dem Bochumer Süden kommend, zuvor über das Klärwerk Oelbachtal das geklärte Abwasser aus den Stadtteilen Langendreer, Werne, Querenburg und Steinkuhl aufnehmen muss. Der See wurde zur Regulierung der Wassermengen der Ruhr und zur Verbesserung der Wasserqualität angelegt – die Schwebeteilchen sollen darin absinken.
Am südlichen Ufer neben dem Wehr befindet sich seit der Einweihung eine Fischtreppe sowie eine Bootsgasse, die Kanus und Ruderbooten die Passage der Staustufe ermöglicht. Mit dem Bau des Kraftwerks wurde am nördlichen Ufer ein Bypassrohr neben der Turbine eingebaut, um kleineren Fischen einen gefahrlosen Weg flussabwärts zu ermöglichen.

## Naherholung

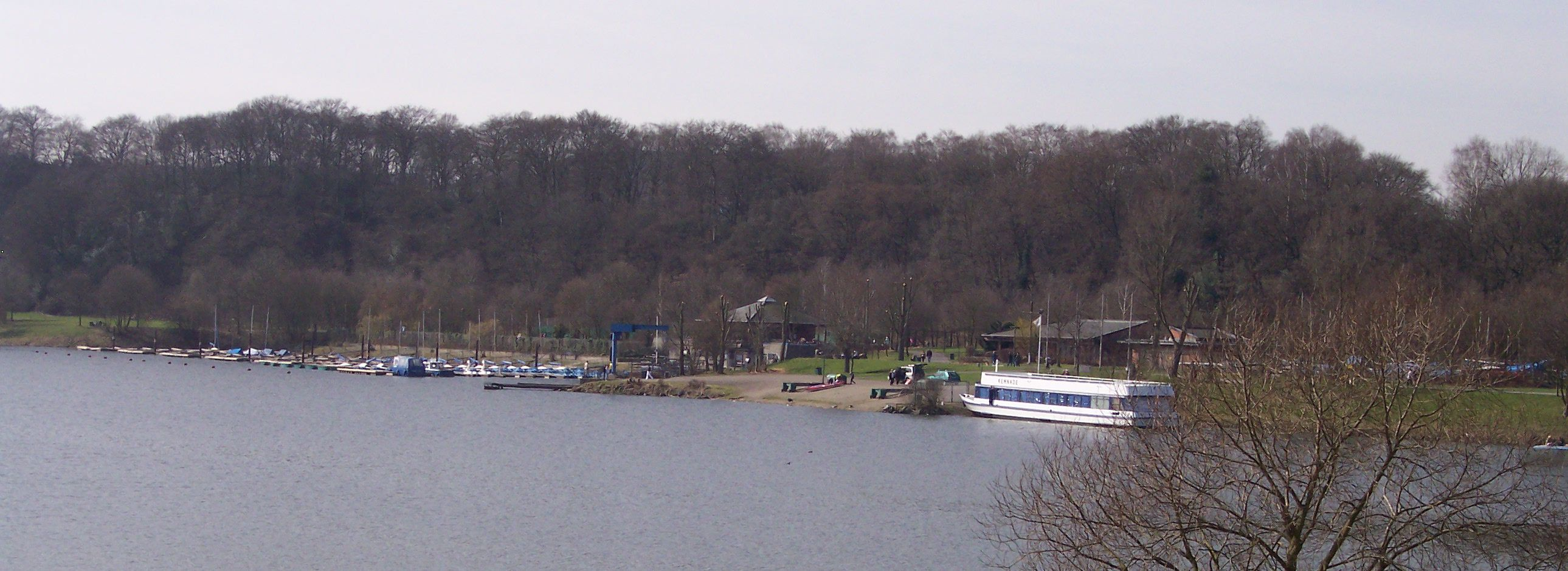
Sportboothafen in Heveney

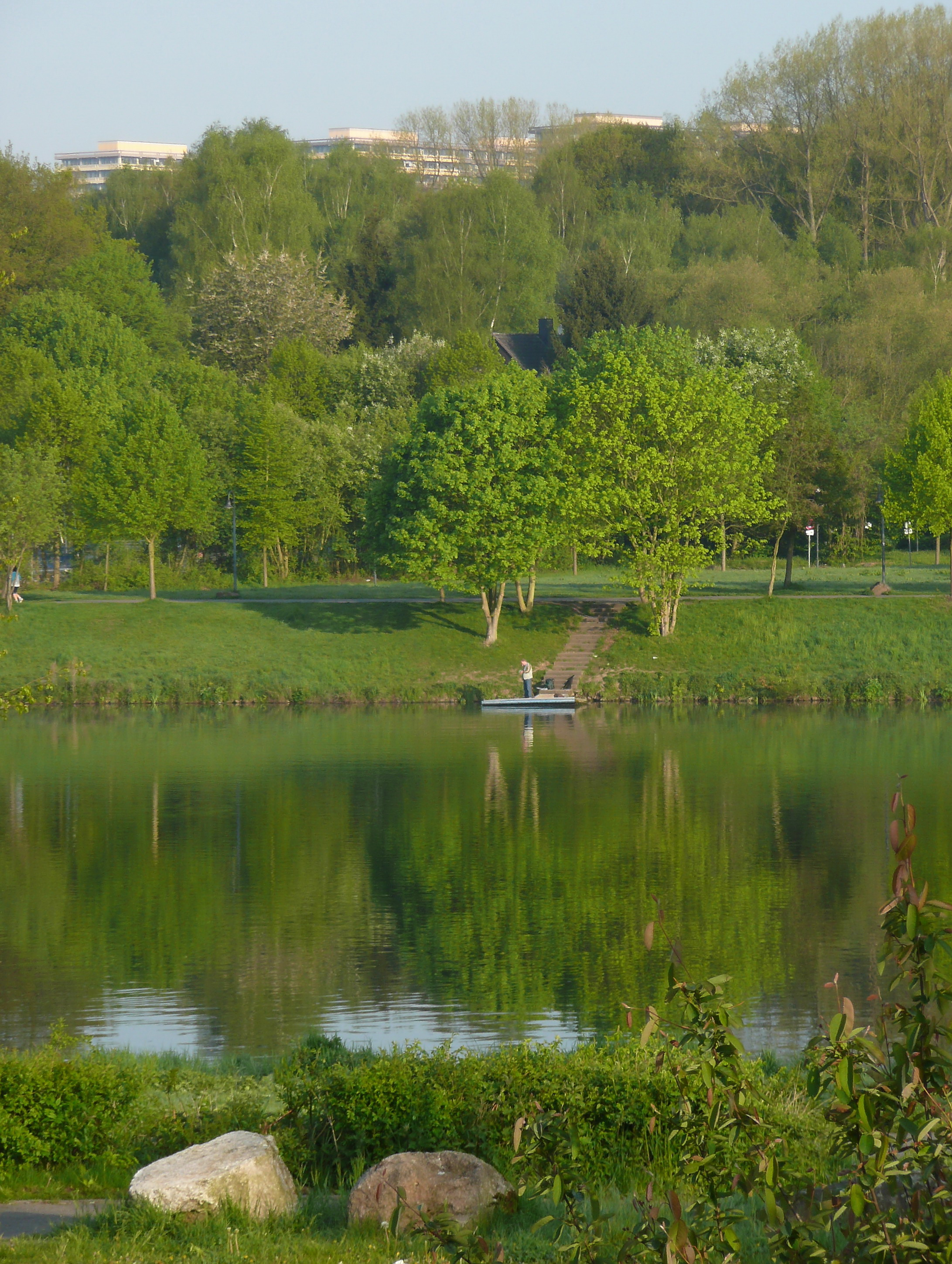
Die Ruhr-Universität hoch über dem See gelegen

Der See erlangte bald nach seiner Eröffnung auch als Naherholungsgebiet eine hohe Beliebtheit. Die parallel verlaufende A 43 (freigegeben 1971) und Stromleitungen am südöstlichen Ufer beeinträchtigen allerdings teilweise den Reiz des Rundwegs. In den zurückliegenden Jahren waren die nahegelegenen Parkplätze an den Wochenenden oftmals überfüllt (der See ist noch nicht optimal an den öffentlichen Personennahverkehr angebunden) und auf den Rundwegen kam es sogar zu Unfällen zwischen Fußgängern, Radfahrern und Inlineskatern.
Aufgrund der hohen Besucherzahlen wurde zwischenzeitlich überlegt, einen weiteren See flussabwärts bei Hattingen anzulegen. Andererseits stellt dort der Fluss mit seinen Buhnen und Wanderwegen auch jetzt eine reizvolle Landschaft dar.
Das Projekt einer Verlängerung der von Schloss Strünkede in Herne bis kurz hinter die Ruhr-Universität Bochum führenden Stadtbahn-Linie U35 der BOGESTRA wurde wegen Diskussionen um eine naturschonende Trassenführung und aufgrund der unterschiedlicher Spurweiten von U35 und der Straßenbahn bislang nicht verwirklicht. Planungen, die Linie 310 von Heven bis zum Freizeitzentrum Kemnade zu verlängern, sind im Rahmen der Integrierten Gesamtverkehrsplanungen abgelehnt worden. Derzeit wird der Kemnader See von Bochum und Hattingen durch die Buslinie 350 erschlossen. Von der Wittener Seite verkehrt die Buslinie 320 und sichert direkte Anschlüsse nach Herbede, Durchholz, Sprockhövel sowie in die Wittener Innenstadt, zum Wittener Hauptbahnhof und zum Bahnhof Witten-Annen Nord. Werktags verbindet die 320 den See auch mit der Ruhr-Universität. Durchgängig verkehrt die Linie 375 von Witten aus durch das Lottental zur Universität. Außerdem wird diese Linie von Mai bis Anfang Oktober immer sonn- und feiertags durch die 376 verstärkt.

## Freizeitmöglichkeiten

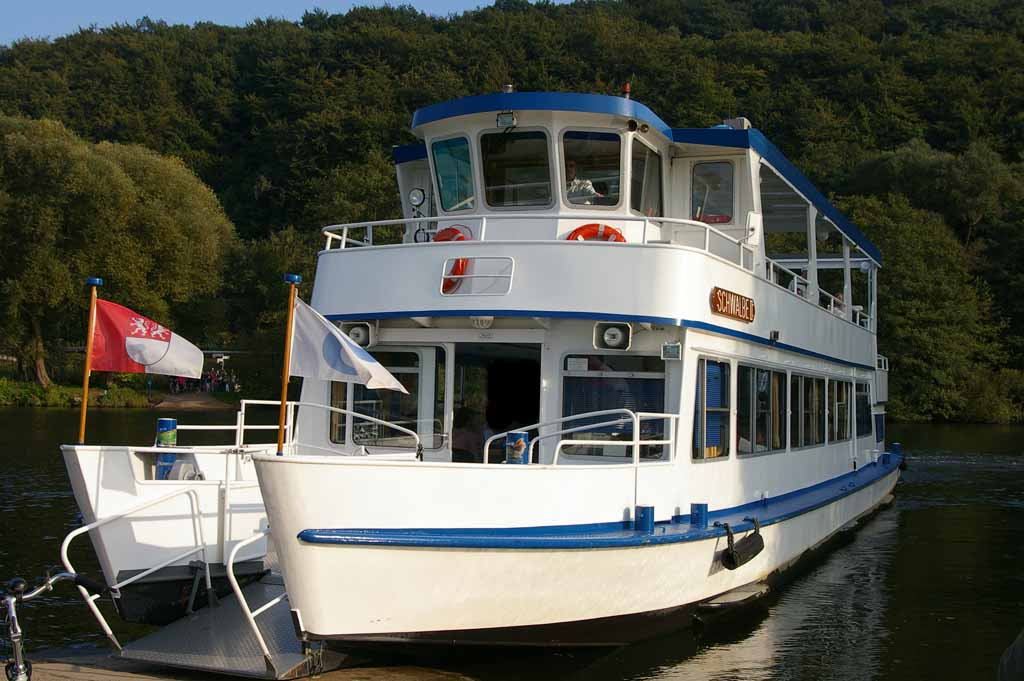
Die MS Schwalbe II ist eines der Fahrgastschiffe auf dem See

Der See wird zum kleinen Teil auch für Segelboote genutzt, die Regattarinne setzt sich jedoch regelmäßig mit Sedimenten zu. Beim Surfen ist darauf zu achten, das Ruhrwasser nicht zu schlucken, es drohen Durchfall und andere Erkrankungen. Aus diesem Grunde ist auch Schwimmen im Wasser nicht zu empfehlen. Das Sportinstitut der Ruhr-Universität bietet seinen Studenten hier eine Vielfalt an Ruderbooten an. Ein Tretbootverleih für die Naherholung suchenden Besucher rundet das Angebot ab.
In der unmittelbaren Umgebung des Sees befinden sich zahlreiche Freizeiteinrichtungen und Sehenswürdigkeiten. Das Freizeitbad Heveney, eine Kite- und Strandsegelschule, das StrandDeck Kemnade, eine Beachvolleyballhalle, ein Golfplatz und ein Segelhafen liegen am Beginn des Sees. In der Nähe des Stauwehrs befinden sich das Wasserschloss Haus Kemnade (mit Museen), das Vereinsheim eines Angelvereins und ein inoffizieller Treffpunkt von Flugdrachenliebhabern. Ein 12 km langer, vom Rad- und Wanderweg getrennter und abends beleuchteter Skaterrundkurs führt um den See. Zwei Vereine (SFV Witten und ASV Bochum Ruhr 1935 e. V.) nutzen den See zum Fischen; sie geben auch Gastkarten heraus. Der Fischbestand reicht von Aal über Brassen, Karpfen, Rotaugen bis zu Zander.
Auf dem See und der Ruhr verkehren auch Fahrgastschiffe. In Witten legt das Fahrgastschiff MS Schwalbe II an folgenden Stellen an: Bommern Uferstraße, Zeche Nachtigall, Burgruine Hardenstein, Schleuse Herbede, Herbede Lakebrücke und Freizeitbad Heveney. Am Freizeitbad Heveney gibt es die Möglichkeit zur Weiterfahrt mit dem Ausflugsboot Kemnade bis zum Wehr am unteren Ende des Sees.
Am Rundweg um den See befindet sich das Stollenmundloch des Gibraltar Erbstolln hinter dem Hauptgebäude der Zeche Gibraltar, dem heutigen Bootshaus am westlichen Ufer. In fußläufiger Entfernung zum See liegen die Stiepeler Dorfkirche, die Burg Blankenstein, das Naturschutzgebiet Katzenstein sowie der Ortsteil Herbede der Stadt Witten. Gastronomie, zwei Bootsverleihe, Spielplätze, der historische Teil der Ruhrtal-Bahn, ein wöchentlicher Kinderflohmarkt und regelmäßige Open-Air-Veranstaltungen ergänzen das Freizeitangebot.

## Artenvielfalt und Probleme mit invasiven Arten
Bei einer Untersuchung der Artenvielfalt am Kemnader See 2014 wurden im Zeitraum von 24 Stunden 839 Pflanzen-, Tier- und Pilzarten festgestellt, von denen 35 in der Roten Liste der gefährdeten Arten Nordrhein-Westfalens geführt werden.
An der Ruhr in der Umgebung des Sees sind fischfressende Vögel wie Kormoran, Eisvogel und Graureiher keine Seltenheit mehr. Am Flussufer kann man die Schalen von bis zu 10 cm großen Süßwassermuscheln finden.
Im Jahr 2001 erreichte die aus Nordamerika und Kanada stammende ruhrabwärts wandernde Wasserpest (Elodea canadensis und Elodea nuttallii) den See. Sie benötigt Licht bis zum Seegrund und ist somit ein Anzeiger für gute Wasserqualität, gedeiht hier aber zu gut. Sie überwuchert Lebensraum von heimischen Pflanzen und Tieren und kann auch in den Turbinen des Wasserkraftwerkes zum Problem werden. Zu ihrer Bekämpfung wurde sogar eine vorübergehende Trockenlegung über den Winter erwogen, die nur einen kurzfristigen Erfolg, ansonsten aber zu viele ökologische Nebenwirkungen gehabt hätte. Auf dem See überwintern viele Wasservögel.
Zunehmende Probleme machen seit einigen Jahren Kanadagänse und Nilgänse. Sie vermehren sich auch in Bochum massenhaft. Die von den Neozoen hinterlassenen großen Kotmengen machen eine Nutzung betroffener Liegewiesen oft unmöglich und stellen bei Nässe auch eine Rutschgefahr auf Wegen und Treppen dar.